# Esquerra Republicana - Acord Municipal
Esquerra Republicana - Acord Municipal és una coalició electoral d'àmbit local formada per Esquerra Republicana de Catalunya, Acord Municipal i altres partits a través de les sigles ERC-AM en alguns ens locals dels Països Catalans.
A les eleccions locals de 2007, ERC-AM va obtenir 1591 regidors.
En les eleccions locals de 2011 ERC-AM es va presentar juntament amb Reagrupament i Democràcia Catalana en 635 municipis, obtenint 1.399 regidors.
A les eleccions locals de 2015, ERC-AM va obtenir més de 260 alcaldies i prop de 2.420 regidories dels Països Catalans, la majoria a Catalunya. Això va suposar el seu millor resultat històric en unes locals, arribant al percentatge de 16,32% dels sufragis.
A les eleccions locals de 2019, les candidatures d'ERC-AM van sumar 359 alcaldies i uns 3.114 regidors, tenint en total 254 majories absolutes i col·locant-se com el primer partit en nombre de regidors i guanyant les eleccions a escala nacional, amb un 23,48% dels vots.

## Municipis
A data de 20 de juny de 2019, Esquerra Republicana - Acord Municipal té les següents alcaldies amb els seus respectius batlles:
| Municipi                                    | Alcalde/alcaldessa         |
| ------------------------------------------- | -------------------------- |
| Abella de la Conca                          | Xavier Bernadó             |
| Agramunt                                    | Bernat Solé i Barril       |
| Aiguamúrcia                                 | Dolors Palma               |
| Aiguaviva                                   | Josep Pinsach              |
| Albesa                                      | Eugènia Puig-gròs          |
| Alcanar                                     | Joan Roig                  |
| Alcanó                                      | Xavier Prunera             |
| Aldover                                     | Rosalia Pegueroles         |
| Alella                                      | Marc Almendro              |
| Alfara de Carles                            | Jordi Forné                |
| Algerri                                     | Miquel Plensa              |
| Almenar                                     | Teresa Malla               |
| Almoster                                    | Àngel Xifré                |
| Alpens                                      | Montserrat Barniol         |
| Alt Àneu                                    | Xavier Llena               |
| Altafulla                                   | Jordi Molinera             |
| Amposta                                     | Adam Tomàs                 |
| Arbeca                                      | Sergi Pelegrí              |
| Arbolí                                      | Magda Seriol               |
| Arenys de Mar                               | Annabel Moreno             |
| Arenys de Munt                              | Josep Sanchez              |
| Argençola                                   | Gumersind Parcerisas       |
| Arnes                                       | Joaquim Miralles           |
| Arsèguel                                    | Antonio Casanovas          |
| Artés                                       | Enric Forcada              |
| Artesa de Segre                             | Mingo Sabanés              |
| Avinyó                                      | Eudald Vilaseca            |
| Bagà                                        | Joan Oña                   |
| Balaguer                                    | Jordi Ignasi Vidal         |
| Balenyà                                     | Carles Valls               |
| Barbens                                     | Andreu Benet               |
| Bàscara                                     | Narcís Saurina             |
| Belianes                                    | Maria Carme Culleré        |
| Bellcaire d'Urgell                          | Jaume Montfort             |
| Bellprat                                    | Carles Pol                 |
| Bellpuig                                    | Jordi Estiarte             |
| Bellvís                                     | Joan Talarn                |
| Bescanó                                     | Xevi Vinyoles              |
| Bigues i Riells                             | Joan Josep Galiano         |
| Blancafort                                  | Enric París                |
| Blanes                                      | Àngel Canosa               |
| Boadella i les Escaules                     | David Checa                |
| Botarell                                    | Lluis Escoda               |
| Bràfim                                      | Xavier Rius                |
| Breda                                       | Dídac Manresa              |
| Cabacés                                     | Jaume Pujals               |
| Cubanelles                                  | Marti Espigulé             |
| Cabra del Camp                              | Natàlia Targa              |
| Cabrera d'Anoia                             | Jaume Gorrea               |
| Cabrils                                     | Maite Viñals               |
| Calaf                                       | Jordi Badia                |
| Caldes d'Estrac                             | Rosa Pou                   |
| Caldes de Montbui                           | Isidre Pineda              |
| Callús                                      | Joan Badia                 |
| Calonge i St.Antoni                         | Miquel Bell-lloch          |
| Camarasa                                    | Elisabet Lizo              |
| Camarles                                    | Toni Navarro               |
| Cambrils                                    | Camí Mendoza               |
| Camós                                       | Josep Jordi                |
| Campelles                                   | Joan Dordas                |
| Campins                                     | Immaculada Font            |
| Canet d'Adri                                | Carles Espígol             |
| Canet de Mar                                | Blanca Arbell              |
| Cantallops                                  | Joan Sabartés              |
| Capellades                                  | Salvador Vives             |
| Cardedeu                                    | Enric Olivé                |
| Cardona                                     | Ferran Estruch             |
| Carme                                       | Marc Sanchez               |
| Caseres                                     | Manel Palau                |
| Casserres                                   | Josep Colillas             |
| Castellcir                                  | Eduard Guiteras            |
| Castellfollit de la Roca                    | Miquel Reverter            |
| Castellnou de Bages                         | Domènec Orrit              |
| Castelló d'Empúries                         | Salvi Güell                |
| Castelló de Farfanya                        | Omar Noumri                |
| Castellolí                                  | Joan Serra                 |
| Castellvell del Camp                        | Joan Manel Sabaté          |
| Cervià de les Garrigues                     | Mercè Rubió                |
| Ciutadilla                                  | Òscar Martínez             |
| Coll de Nargó                               | Martí Riera                |
| Collbató                                    | Miquel Solà                |
| Colldejou                                   | Jordi Sierra               |
| Collsuspina                                 | Oriol Batlló               |
| Corbera de Llobregat                        | Montserrat Febrero         |
| Corbins                                     | Jordi Verdú                |
| Cornudella de Montsant                      | Salvador Sedó              |
| Cruïlles, Monells i Sant Sadurní de l'Heura | Daniel Encinas             |
| Desaigües                                   | Nièlia Tarragó             |
| El Bruc                                     | Bárbara Ortuño             |
| El Catllar                                  | Joan Morià                 |
| El Cogul                                    | Ramon Tribó                |
| El Far d'Empordà                            | Jaume Arnall               |
| El Masnou                                   | Jaume Oliveres             |
| El Palau d'Anglesola                        | Francesc Balsells          |
| El Papiol                                   | Joan Borràs                |
| El Perelló                                  | Maria Cinta Llaó           |
| El Soleràs                                  | Jordi Sarlé                |
| Els Alamús                                  | Celestí Panavera           |
| Els Giradells                               | Marc Bigordà               |
| Els Hostalets de Pierola                    | Gerard Parcericas          |
| Els Omellons                                | Jordi Gaya                 |
| Els Plans de Sió                            | Xavier Pintó               |
| Els Prats de Rei                            | Cristina Mas               |
| Espinelves                                  | Joan Manel Claveria        |
| Espolla                                     | Carles Lagresa             |
| Esponellà                                   | David Juan                 |
| Esterri d'Àneu                              | Pere Ticó                  |
| Farrera                                     | Àngel Bringué              |
| Fígols i Alinyà                             | Ignasi Finestres           |
| Figueres                                    | Agnès Lladó                |
| Flix                                        | Francesc Barbero           |
| Folgueroles                                 | Xavier Roviró              |
| Fonollosa                                   | Eloi Hernàndez             |
| Fontanals de Cerdanya                       | Ramon Chia                 |
| Fontcoberta                                 | Joan Estarriola            |
| Fortià                                      | Francesc Brugués           |
| Fulleda                                     | Jordi Arbós                |
| Garcia                                      | Blanca López               |
| Garriguella                                 | Isabel Teixidor            |
| Gelida                                      | Lluïsa Llop                |
| Ginestar                                    | Maria Concepció Pujol      |
| Gisclareny                                  | Joan Tor                   |
| Godall                                      | Alexis Albiol              |
| Gombrén                                     | Cesar Ollé                 |
| Gósol                                       | Lluís Campmajó             |
| Gratallops                                  | Xavier Gràcia              |
| Gurb                                        | Josep Casassas             |
| Horta de Sant Joan                          | Jordi Martin               |
| Hostalric                                   | Nil Papiol                 |
| Isona i Conca Dellà                         | Rosa Maria Amorós          |
| Ivars d'Urgell                              | Joan Carles Sanchez        |
| Jorba                                       | David Sánchez              |
| L'Albiol                                    | Andreu Carrasco            |
| L'Ametlla de Mar                            | Jordi Gasensi              |
| L'Ametlla del Vallés                        | Josep Moret                |
| L'Espluga Calba                             | Josep Cunillera            |
| L'Espluga del Francolí                      | Josep Maria Vidal          |
| L'Espunyola                                 | Albert Altarriba           |
| L'Esquirol                                  | Àlez Montanyà              |
| L'Estany                                    | Salvador Tresserra         |
| La Bisbal d'Empordà                         | Enric Marquès              |
| La Cellera de Ter                           | Xavier Boïgues             |
| La Coma i la Pedra                          | Ramon Costa                |
| La Fatarella                                | Francisco Blanch           |
| La Febró                                    | Joan Carles Santos         |
| La Figuera                                  | Josep Maria Porqueres      |
| La Garriga                                  | Dolors Castellà            |
| La Gingueta d'Àneu                          | Jordi Pallé                |
| La Morera de Montsant                       | Fina Palomar               |
| La Pera                                     | Oriol Balliu               |
| La Pobla de Lillet                          | Enric Pla                  |
| La pobla de Montornès                       | Francesc Larios            |
| La Pobla de Segur                           | Marc Baró                  |
| La Quar                                     | Marta Puigantell           |
| La Roca del Vallès                          | Albert Gil                 |
| La Secuita                                  | Eudald Roca                |
| La Selva del Camp                           | Jordi Vinyals              |
| La Torre de Capdella                        | Josep Maria Dalmau         |
| La Torre de l'Espanyol                      | Joan Juncà                 |
| La Vall d'en Bas                            | Lluís Amat                 |
| La Vall de Boí                              | Sònia Bruguera             |
| La Vilella Baixa                            | Daniel Siuraneta           |
| Les Avellanes i Santa Linya                 | Lidia Ber                  |
| Les Llosses                                 | Andreu Llimós              |
| Les Masies de Roda                          | Jordi Vistós               |
| Les Oluges                                  | Josep Maria Calderó        |
| Les Valls de Valira                         | Ricard Mateu               |
| Lladó                                       | Joaquim Tremoleda          |
| Llagostera                                  | Toni Navarro               |
| Llanars                                     | Amadeu Rosell              |
| Llavorí                                     | Josep Vidal                |
| Lleida                                      | Miquel Pueyo i París       |
| Lles de Cerdanya                            | Daniel Olivera             |
| Lliça de Vall                               | Marta Bertran              |
| Llinars del Vallès                          | Martí Pujol                |
| Llívia                                      | Elies Nova                 |
| Lluça                                       | Eva Bpixadé                |
| Maçanet de Cabrenys                         | Mercè Bosch                |
| Madremanya                                  | Albert Peracaula           |
| Manlleu                                     | Àlex Garrido               |
| Martorelles                                 | Marc Candela               |
| Massalcoreig                                | Montserrat Jové            |
| Massanes                                    | Joan Pou                   |
| Mediona                                     | Juli Silvestre             |
| Menàrguens                                  | Llorenç Ros                |
| Miralcamp                                   | Carme Ribes                |
| Miravet                                     | Antonio Llambrich          |
| Moià                                        | Dionís Guiteras            |
| Monistrol de Montserrat                     | Joan Miguel                |
| Mont-ral                                    | Xavier Pagès               |
| Montblanc                                   | Josep Andreu i Domingo     |
| Montbrió del Camp                           | Carmina Blay               |
| Montclar                                    | Raquel Sala                |
| Montesquiu                                  | Sónia Muñoz                |
| Montgai                                     | Jaume Gilabert             |
| Montgat                                     | Rosa Funtané i Vilà        |
| Montmajor                                   | Maria del Mar Monell       |
| Montoliu de Lleida                          | Joan Ramon Guillaumet      |
| Montoliu de Segarra                         | Vicenç Roig                |
| Montseny                                    | Núria Masnou               |
| Móra la Nova                                | Francesc Xavier Moliné     |
| Muntanyola                                  | Carles Morera              |
| Nalec                                       | Agnès Corbella             |
| Navarcles                                   | Josep Maria Feliu          |
| Òdena                                       | Maria Sayavera             |
| Ogassa                                      | Josep Tremps               |
| Olost                                       | Josep M.Freixanet          |
| Ordis                                       | Anna Torrentà              |
| Orpí                                        | Imma Palet                 |
| Òrrius                                      | Jordi Rull                 |
| Os de Balaguer                              | Estefania Rufach           |
| Osor                                        | Joan Pla                   |
| Palafolls                                   | Francesc Alemany           |
| Palafrugell                                 | Josep Pifarrer             |
| Palamós                                     | Lluis Puig                 |
| Palau de Santa Eulàlia                      | Xavier Camps               |
| Palau-sator                                 | Joan Sabrià                |
| Palau-saverdera                             | Isabel Maria Cortada       |
| Palau-solità i Plegamans                    | Oriol Lozano Rocabruna     |
| Pals                                        | Carles Pi                  |
| Pardines                                    | Núria Pérez Desel          |
| Parets del Vallès                           | Jordi Seguer               |
| Parlavà                                     | Joaquim Sabrià             |
| Paüls                                       | Enric Adell                |
| Pedret i Marzà                              | Daniel València            |
| Peramola                                    | Gemma Orrit                |
| Piera                                       | Jordi Madrid               |
| Pinell de Solsonès                          | Benjamí Puig               |
| Poboleda                                    | Josep Maria Diaz           |
| Porqueres                                   | Francesc Castañer          |
| Prats i Sansor                              | Meritxell Bausells         |
| Puig-reig                                   | Josep Maria Altarriba      |
| Puigverd de Lleida                          | Sandra Barberá             |
| Querol                                      | Jordi Pijoan               |
| Rasquera                                    | Josep Manuel Ramos         |
| Regencós                                    | Maria Pilar Pagès          |
| Rellinars                                   | Marta Roqué                |
| Renau                                       | Manel Jaume Sales          |
| Riells i Viabrea                            | Josep Maria Bagot          |
| Riudaura                                    | Agustí Llop                |
| Riudecanyes                                 | Ernest Roigé               |
| Riudecols                                   | Beatriz Mayordomo          |
| Rocafort de Queralt                         | Marc Roca                  |
| Roquetes                                    | Paco Gas                   |
| Rupit i Pruit                               | Albert Mercé               |
| Saldes                                      | Moisès Masanas             |
| Salt                                        | Jordi Viñas                |
| Sanaüja                                     | Gemma Martínez             |
| Sant Andreu de Llavaneres                   | Joan Mora                  |
| Sant Andreu Salou                           | Abel Buadas                |
| Sant Carles de la Ràpita                    | Josep Caparrós             |
| Sant Cebrià de Vallalta                     | Albert Pla                 |
| Sant Climent Sescebes                       | Olga Carbonell             |
| Sant Cugat del Vallès                       | Mireia Ingla               |
| Sant Cugat Sesgarrigues                     | Jordi Ferrer               |
| Sant Esteve de la Sarga                     | Jordi Navarra              |
| Sant Feliu de Pallerols                     | Artur Colomer              |
| Sant Feliu Sasserra                         | Josep Romero               |
| Sant Fost de Campsentelles                  | Carles Miquel              |
| Sant Guim de Freixenet                      | Francesc d'Assís           |
| Sant Guim de la Plana                       | Josep Llobet               |
| Sant Jaume dels Domenys                     | Joan Ignasi López          |
| Sant Joan de Mollet                         | Ramon Costa                |
| Sant Jordi Desvalls                         | Núria Martínez             |
| Sant Julià de Cerdanyola                    | Agustí Elias               |
| Sant Julià de Ramis                         | Marc Puigtió               |
| Sant Julià de Vilatorta                     | Joan Carles Rodríguez      |
| Sant Llorenç de la Muga                     | Montserrat Brugués         |
| Sant Llorenç de Morunys                     | Francesc Riu               |
| Sant Llorenç Savall                         | Joan Solà                  |
| Sant Martí de Riucorb                       | Gerard Balsells            |
| Sant Martí de Tous                          | David Alquézar             |
| Sant Martí Sesgueioles                      | Rosa Narbona               |
| Sant Martí Vell                             | Maria Àngels Vilà          |
| Sant Miquel de Campmajor                    | Josep Oriol Serrà          |
| Sant Mori                                   | Josep Maria Canals         |
| Sant Pere de Torelló                        | Jordi Fàbrega              |
| Sant Pere de Vilamajor                      | Pamela Isús                |
| Sant Pol de Mar                             | Albert Zanca               |
| Sant Quintí de Mediona                      | Pol Pagès                  |
| Sant Quirze del Vallès                      | Elisabeth Oliveras         |
| Sant Sadurní d'Anoia                        | Josep Maria Ribas          |
| Sant Salvador de Guardiola                  | Georgina Mercadal          |
| Sant Vicenç de Castellet                    | Adriana Delgado i Herreros |
| Sant Vicenç de Torelló                      | Èric Sibina                |
| Santa Coloma de Queralt                     | Ramon Mullerat             |
| Santa Cristina d'Aro                        | Lourdes Fuentes            |
| Santa Eulàlia de Riuprimer                  | Xevi Rovira                |
| Santa Maria d'Oló                           | Xavier Baraut              |
| Santa Maria de Martorelles                  | Luis Mariano Pintor        |
| Santa Oliva                                 | Josep Carreras             |
| Santa Pau                                   | Pep Companys               |
| Santpedor                                   | Xavier Codina              |
| Sarrià de Ter                               | Narcís Fajula              |
| Senan                                       | Carme Ferrer Cervelló      |
| Serinyà                                     | Josep Antoni Ramon         |
| Setcases                                    | Anna Vila                  |
| Seva                                        | Maria Anna Pineda          |
| Sitges                                      | Aurora Carbonell           |
| Siurana                                     | Jordi Soto                 |
| Solivella                                   | Jaume Bergedà              |
| Soriguera                                   | Josep Maria Fontdevila     |
| Soses                                       | Sandra Marco               |
| Susqueda                                    | Eva Viñolas                |
| Tagamanent                                  | Ignasi Martínez            |
| Taradell                                    | Mercè Cabanas              |
| Tarragona                                   | Pau Ricomà i Vallhonrat    |
| Tàrrega                                     | Alba Pijoan                |
| Tarrés                                      | Ramon Maria Arbós          |
| Teià                                        | Andreu Bosch               |
| Tírvia                                      | Joan Farrera               |
| Tivenys                                     | Eva Roig                   |
| Tivissa                                     | Montse Perelló             |
| Torà                                        | Magí Coscollola            |
| Torelló                                     | Marçal Ortuño              |
| Torrebesses                                 | Mario Urrea                |
| Torredembarra                               | Eduard Rovira              |
| Torrefeta i Florejacs                       | Josep Maria Castella       |
| Torregrossa                                 | Josep Maria Puig           |
| Torrelameu                                  | Carles Comes               |
| Torrelavit                                  | Manuel Reventós            |
| Torroja del Priorat                         | Joan Sentís                |
| Tortellà                                    | Josep Reig                 |
| Tremp                                       | Maria Pilar Cases          |
| Ullastrell                                  | Jaume Puig                 |
| Ulldemolins                                 | Sergio Méndez              |
| Vacarisses                                  | Antoni Massana             |
| Vallbona de les Monges                      | Elisabet Riera             |
| Vallfogona de Ripollès                      | Eduard Ramo                |
| Vallromanes                                 | David Ricart               |
| Vilabertran                                 | Martí Armadà               |
| Vilablareix                                 | David Macort               |
| Vilada                                      | Quim Espelt                |
| Viladasens                                  | Josep Massó                |
| Viladrau                                    | Margarida Feliu            |
| Vilallonga del Camp                         | Gemma Benaigues            |
| Vilamacolum                                 | Jordi Claparols            |
| Vilanova d'Escornalbou                      | Sergi Ciurana              |
| Vilanova de l'Aguda                         | Montserrat Fornells        |
| Vilanova de Meià                            | Xavier Terré               |
| Vilanova de Segrià                          | Fina Cabiscol              |
| Vilanova i la Geltrú                        | Olga Arnau                 |
| Vilaplana                                   | Josep Bigorra              |
| Vilassar de Dalt                            | Carola Llauró              |
| Vilassar de Mar                             | Damià del Clot             |
| Vilopriu                                    | Pere Pulido                |
| Vinaixa                                     | Josep Maria Tarragó        |
| Vinebre                                     | Gemma Carim                |
| Vinyols i els Arcs                          | Arnau Guasch               |
| Xerta                                       | Roger Avinyó               |